# Missa in tempore belli

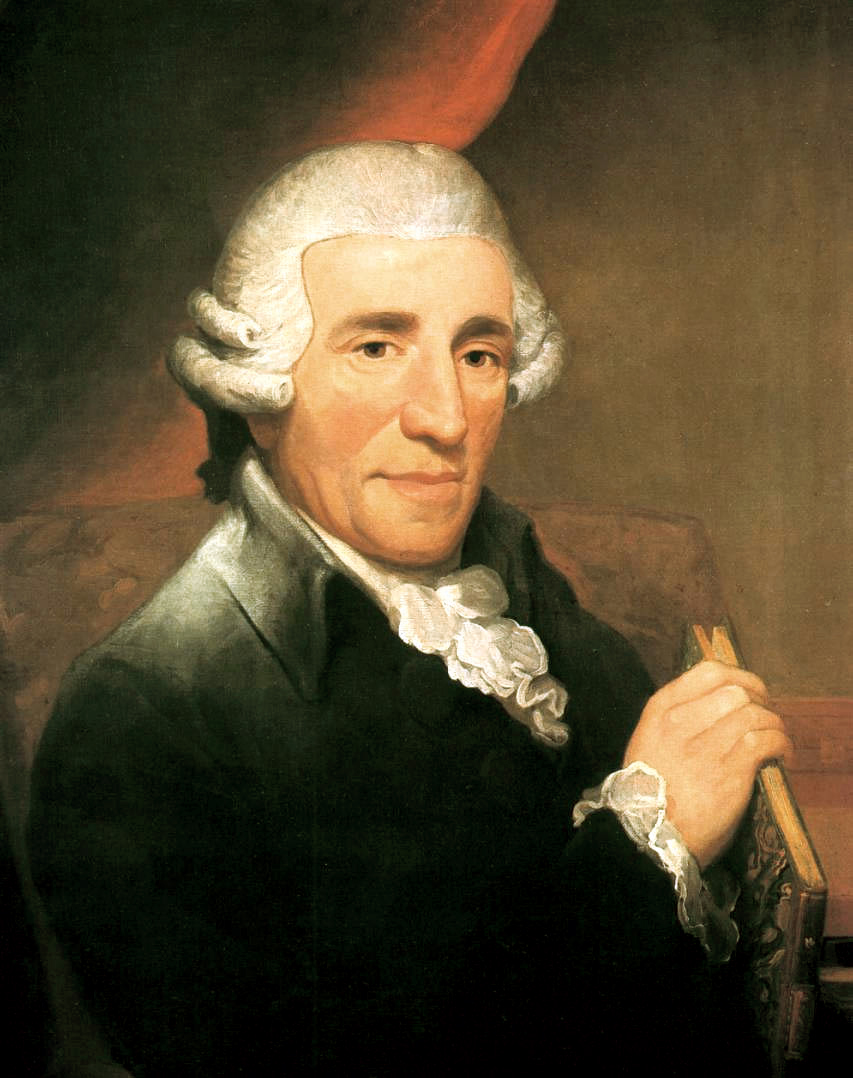
Joseph Haydn (1792)

Die Missa in tempore belli (‚Messe in Zeiten des Krieges‘), Hob. XXII: 9 in C-Dur für vier Solisten (Sopran, Alt, Tenor, Bass), vierstimmigen Chor (SATB), Orchester und Orgel von Joseph Haydn wurde 1796 komponiert. Die Messe ist auch unter dem Namen „Paukenmesse“ bekannt.

## Geschichtlicher Hintergrund
Nach der Übernahme der Regentschaft Fürst Nikolaus’ II. Esterházy 1794 erging dessen Bitte an Haydn, die 1790 aufgelöste Hofkapelle von Eisenstadt wieder aufzubauen. Haydns Verpflichtungen als Komponist sollten sich dabei darauf beschränken, alljährlich zum Namenstag (8. September) der Fürstin Maria Josepha Hermengilde eine neue Messe abzuliefern. Haydn kam dieser Verpflichtung in den Jahren 1796 bis 1802 (mit Ausnahme von 1800) mit der Komposition seiner sechs späten Messen nach.
Der Autograph der Missa in tempore belli ist, ebenso wie der der Heiligmesse Hob. XXII: 10, auf das Jahr 1796 datiert, weswegen die genaue Entstehungsreihenfolge nicht mehr mit letzter Sicherheit zu klären ist. Nach neuerem Stand der Forschung wird allgemein angenommen, dass zuerst die Heiligmesse 1796 aufgeführt wurde und die Paukenmesse als zweite der sechs Messen entstand.

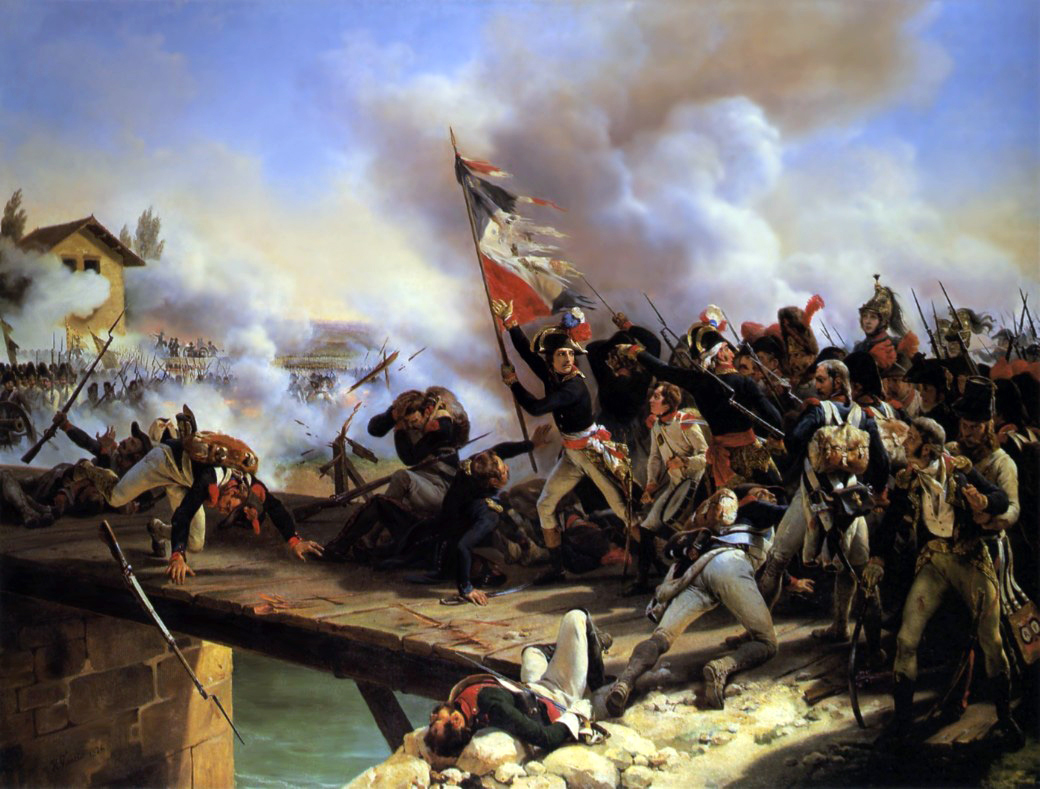
Schlacht von Arcole (1796)

Haydn selbst wählte den lateinischen Namen Missa in tempore belli aus, der daran erinnert, dass Napoléon Bonaparte damals im Ersten Koalitionskrieg, von Italien kommend, Wien bedrohte. Die Messe wird wegen der Pauken im Agnus Dei auch Paukenmesse genannt. Diese Paukenschläge sind ein verlangsamtes Abbild des französischen Armeepaukenwirbels mit charakteristischem anapästischem Rhythmus. Die eindrucksvolle Verbindung von kriegerischen Paukenklängen mit der Bitte um Frieden wurde ein Vierteljahrhundert später in ganz ähnlicher Weise von Ludwig van Beethoven in seiner Missa solemnis gestaltet.
Die Messe wurde am 26. Dezember 1796 in der Piaristenkirche Maria Treu zu Wien uraufgeführt. Für die Wiener Aufführung fügte Haydn dem Orchester noch Flöten-, Klarinetten- und Hornstimmen hinzu, die in der Eisenstädter Kapelle nicht vorhanden waren. In Eisenstadt erklang die Messe dann erstmals am 29. September 1797.

## Werkbeschreibung
Die Messe folgt dem Ablauf des traditionellen Ordinariums, den Haydn wie folgt aufteilt:
Kyrie
01. Kyrie eleison. Largo – Allegro moderato. Soli SATB, Chor und Orchester
Gloria
02.  Gloria in excelsis Deo. Vivace. Tutti
03.  Qui tollis. Adagio. Bass solo, Violoncello solo, Tutti
04. Quoniam tu solus sanctus. Allegro – Più stretto. Soli SATB, Tutti
Credo
05. Credo in unum Deum. Allegro. Tutti
06. Et incarnatus est. Adagio. Soli SATB, Tutti
07. Et resurrexit. Allegro. Soli SATB, Tutti
08. Et vitam venturi. Vivace. Sopran solo, Tutti
Sanctus
09. Sanctus. Adagio – Allegro con spirito. Soli AT, Tutti
Benedictus
10. Benedictus. Andante. Soli SATB, Tutti
Agnus Dei
11. Agnus Dei. Adagio. Soli SATB, Tutti
12.  Dona nobis pacem. Allegro con spirito – Più presto. Soli SATB, Tutti
Die Besetzung des Orchesters umfasst: 2 Oboen, 2 Fagotte, 2 Trompeten, Pauken, Streicher und Orgel sowie ad libitum Flöte, 2 Klarinetten, 2 Hörner.
Die Aufführung dauert ca. 40 Minuten.